# Albalat de la Ribera
Albalat de la Ribera ist eine Gemeinde (municipio) mit 3.446 Einwohnern (Stand: 2024) in der spanischen Provinz Valencia. Sie befindet sich in der Comarca Ribera Baja.

## Geografie
Albalat de la Ribera liegt etwa 28 Kilometer südlich vom Stadtzentrum Valencias am Río Júcar in einer Höhe von ca. 15 m. Ein Teil der Gemeinde wird durch den Parc Natural de l’Albufera de València geprägt.

## Geschichte
Wohl im dritten vorchristlichen Jahrhundert wurde im heutigen Gemeindegebiet die Siedlung Sucro, zunächst als iberisches Oppidum gegründet. Die Siedlung bestand bis etwa in das vierte nachchristliche Jahrhundert.

## Demografie
| 1900 | 1910 | 1920 | 1930 | 1940 | 1950 | 1960 | 1970 | 1981 | 1991 | 2001 | 2011 | 2021 |
| ---- | ---- | ---- | ---- | ---- | ---- | ---- | ---- | ---- | ---- | ---- | ---- | ---- |
| 2625 | 2850 | 2928 | 2990 | 3180 | 3342 | 3354 | 3551 | 3570 | 3486 | 3465 | 3609 | 3368 |

## Sehenswürdigkeiten
- Peterskirche (Iglesia de San Pedro Apóstol)
- Rochus-und-Sebastianus-Kapelle
- Rathaus aus dem 16. Jahrhundert

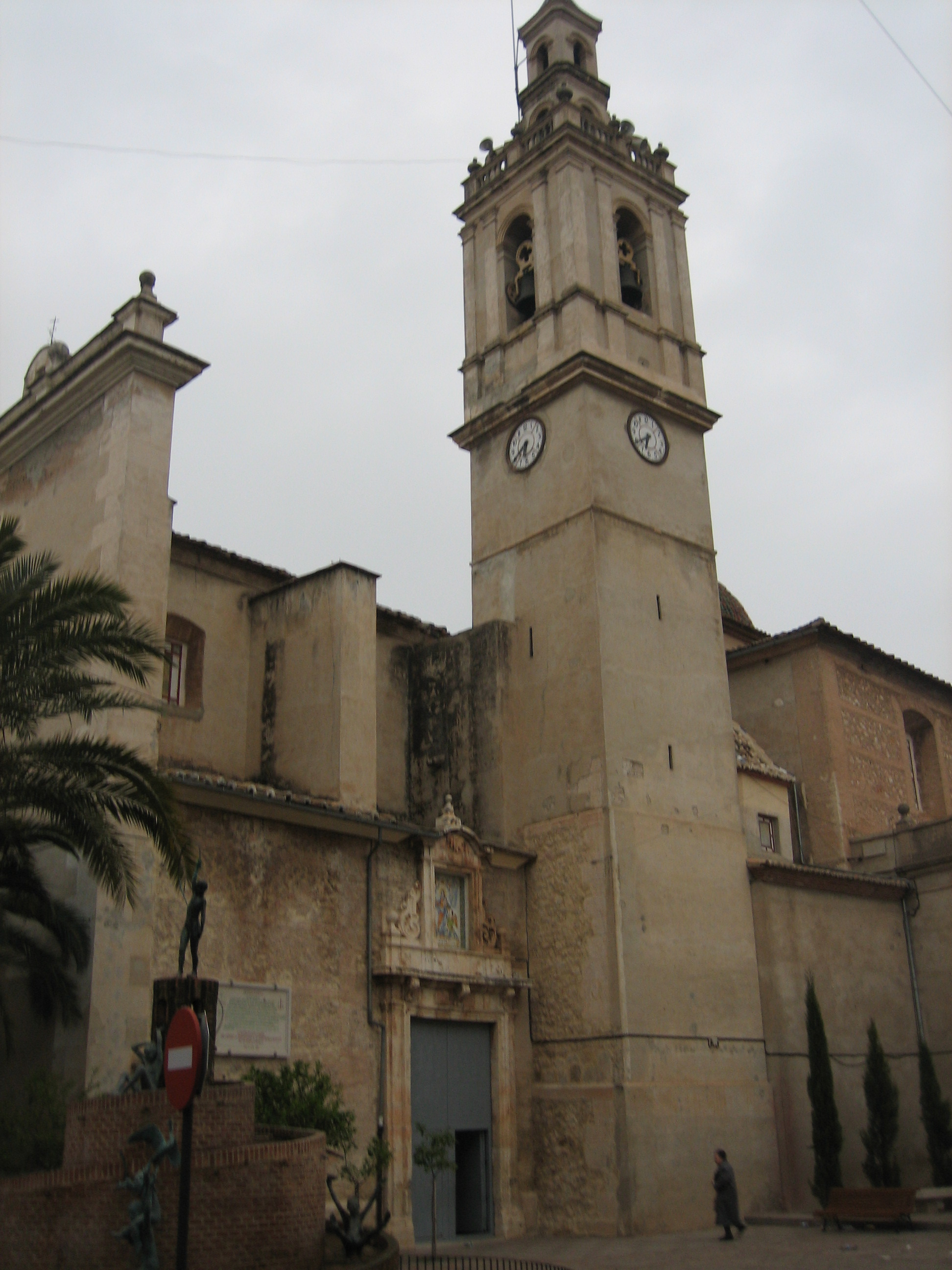
Peterskirche
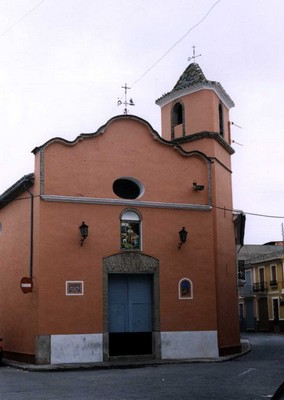
Rochus-und-Sebastianus-Kapelle
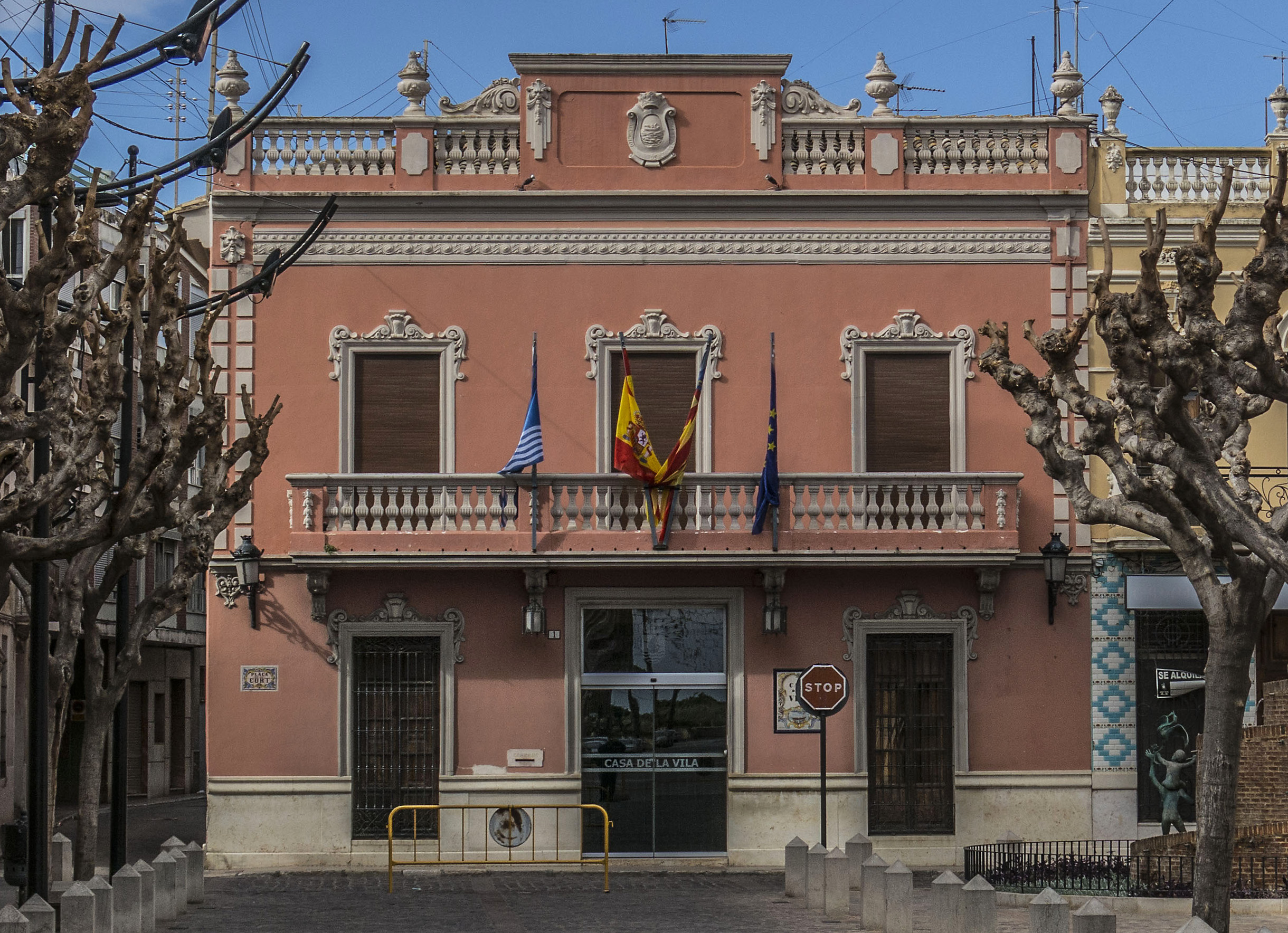
Rathaus

## Gemeindepartnerschaft
Mit der französischen Gemeinde Mozac im Département Puy-de-Dôme (Auvergne) besteht seit 2000 eine Partnerschaft.

## Persönlichkeiten
- Pedro Checa (1910–1942), Politiker
- Leandro Montagud (* 1989), Fußballspieler